# Rudge (Shropshire)
Rudge – osada i civil parish w Anglii, w hrabstwie Shropshire. W 2001 civil parish liczyła 98 mieszkańców. Rudge jest wspomniana w Domesday Book (1086) jako Rigge.